# Dorkowo (rejon wołogodzki)
Dorkowo (ros. Дорково) – wieś w Rosji, w rejonie wołogodzkim obwodu wołogodzkiego. W 2021 r. liczyła 12 mieszkańców.